# SIG P365半自動手槍
SIG P365是一系列由西格&紹爾在美國新罕布什尔州埃克塞特市工廠所研製及生產的微袖珍型半自動手槍，取代了2017年以後現已停產的P290RS，採用聚合物底把與不鏽鋼套筒、以可拆卸式雙排彈匣作供彈具，發射9×19毫米口徑手枪子彈，包括其+P高膛壓子彈。
SIG P365配有氚夜間瞄具和兩個10發彈匣，後者的其中一個裝有齊平底板，另一個帶有延長的手指支撐板。

## 概述
SIG P365是撞針擊發式槍管短行程後座作用手槍，裝有採用西格&紹爾利用物理氣相沉積法鍍上獨有的Nitron塗層黑色表面處理的不鏽鋼套筒。套筒正面和背面都有鋸齒狀防滑狀，以便用手拉動套筒。聚合物製握把可以裝上雙排10發彈匣；其彈匣設計特殊，頂部兩發在單排區裡，而第三發以後是在雙排區以內。原廠亦提供可選用並附有延長底板的12發彈匣。彈匣藉由位於握把以上位於扳機護環的底切部分的三角形按鈕所釋放。每把SIG P365都有著目前任何手槍當中的最低中軸線比率（參考2018年Shot Show的現場直播）。
瞄準具是由钢製成的綠色氚光三點式瞄具，在需要單手使用該槍的情況下，還能夠用於抵上堅固表面並且拉動套筒。瞄準具為戰鬥型瞄準具。專屬的附件導軌位於槍管下方。該槍可與原廠提供、對應該專屬導軌的红色和綠色雷射瞄準器和戰術燈一併出貨。除此以外，Streamlight亦生產了配用於SIG P365導軌的TLR-6戰術燈／雷射組件。
握把裝有與SIG P320手槍相似的整合式不鏽鋼製火控組（FCU）。拆卸時無需工具，也不需要扣動扳機。由於SIG P320最近出現掉落安全問題，P365採用了增強型測試協議並進行了500次掉落測試；在該測試協議中，將手槍從不同高度、不同角度以下掉落，以確保能避免出現此類問題。對於需要它的美國等國家，將來還會提供外置式保險（參考2018年Shot Show的實時視頻傳輸）。
撞針擊發式系統幾乎與SIG P320手槍相同。其槍管短行程後座作用是在1975年由當時西格&紹爾的前身瑞士工業公司參與瑞士軍隊的手槍競標時所創立、並於其樣品槍SIG P220手槍以上使用的西格&紹爾系統。SIG自1947年從SACM獲得特許的法國M1935所採用的佩特·白朗寧（Petter-Browning）設計獲應用於他們的SIG P210手槍當中，但是這個系統與在這以上得到重大改進的西格&紹爾系統卻並不相同。
雖然於2018年1月開始銷售，但網上的評論指出的問題不小；比如套筒閉鎖不良、槍管外表面磨損不均勻。原廠針對前者替換新型的復進簧、後者則是採用了額外的補救措施。此外，照門和準星也由從SIGLITE改為X-Ray 3 Day/Night式瞄準具。

## 比較
SIG P365比P290稍微龐大一些，而其5.5至6.5磅力（24至29牛頓）的撞針式扳機扣力也要比P290的9磅力（40牛頓）稍微輕便一些。P290RS具有重新待擊功能，但也因而導致其純雙動操作式扳機行程較長。其分解系統亦與SIG Sauer P320的分解系統相似，只要將其套筒鎖定後方，並且將其分解桿向下轉動，即可將其套筒從底把以上拆卸下來。

## 衍生型

### P365XL
P365XL是P365的長槍身（與槍管）版本，由SIG在2019年6月推出。採用與P365相同的火控組件（FCU），同時具有更大的握把模塊，可以容納12發齊平式彈匣，並且具有更長的套筒和槍管。照門為可拆卸的光學瞄準鏡座保護板的一部份，拆卸以後可裝上SIG羅密歐或類似的小型紅點鏡。扳機已升級為扁平刀片狀，90度直角。X系列握把模塊具有延長的海狸尾和適合用作隱蔽攜帶武器的齊平式彈匣插槽。

### P365MS
P365MS（全寫：Manual Safety，即「手動保險」）是P365的手動安全（MS）版本，同樣由SIG在2019年推出。

### P365SAS
P365SAS（全寫：SIG Anti-Snag，即「西格防絆型」；與特种空勤团無關）是P365的防絆型版本，同樣由SIG在2019年推出。

### 規格
| 規格表       | P365               | P365 SAS           | P365 XL            |
| ------------ | ------------------ | ------------------ | ------------------ |
| 槍管長度     | 3.1英吋（78毫米）  | 3.1英吋（78毫米）  | 3.7英吋（94毫米）  |
| 全長度       | 5.8英吋（147毫米） | 5.8英吋（147毫米） | 6.6英吋（168毫米） |
| 全寛度       | 1.0英吋（26毫米）  | 1.0英吋（26毫米）  | 1.1英吋（28毫米）  |
| 全高度       | 4.3英吋（109毫米） | 4.1英吋（104毫米） | 4.8英吋（122毫米） |
| 重量         | 17.8安士（500克）  | 17.8安士（500克）  | 20.7安士（588克）  |
| 容量（平齊） | 10+1發             | 10+1發             | 12+1發             |